# John Jones Ross
John Jones Ross (ur. w 1831, zm. w 1901) – kanadyjski lekarz i polityk, premier prowincji Quebec z ramienia Konserwatywnej Partii Quebecu.
Urodzony w Quebecu 16 sierpnia 1831 w kupieckiej mieszanej frankofońsko-szkockiej rodzinie. W latach 1844–1847 studiował medycynę, a w 1853, po odbyciu stażu rozpoczął własną praktykę medyczną. Był także lekarzem 1. batalionu milicji powiatu Champlain w Quebecu. Związany z tym rejonem rozpoczął tam działalność polityczną, reprezentując partię konserwatywną. W 1861 został wybrany do zgromadzenia legislacyjnego Prowincji Kanady. Zasiadł tam aż do Konfederacji Kanady, po czym zdobył mandat do nowo utworzonego Parlamentu Kanady, także reprezentując okrąg Champlain. W 1873 zaangażował się w politykę prowincjonalną, wchodząc na krótko do rządu premiera Gédéona Ouimeta jako minister bez teki. Do gabinetu powrócił w 1876 ponownie jako minister bez teki w gabinecie Butchera de Boucherville. W 1879 objął urząd naczelnika policji (tymczasowo) oraz ministra rolnictwa i robót publicznych. Pozostał na urzędzie w kolejnych, krótkotrwałych konserwatywnych rządach, po czym w styczniu 1884 objął fotel premiera prowincji. Pozostał szefem rządu aż do swej rezygnacji w styczniu 1887, po nieudanej próbie utworzenia rządu mniejszościowego. Przez cały ten czasy był także ministrem rolnictwa. Tego samego roku został nominowany do Senatu. W 1896 na krótko został powołany do rządu federalnego przez premiera Charlesa Tuppera na ministra bez teki.
Oprócz spełniania funkcji politycznych Ross czynny był w życiu społecznym i zawodowym. Przez długie lata był przewodniczącym rady lekarskiej prowincji Quebec. Był też członkiem wielu organizacji społecznych i branżowych, takich jak Rada Rolnicza Powiatu Champlain, czy Rada Rolnicza Prowincji Quebec. Zasiadał także w radach nadzorczych kilku przedsiębiorstw przemysłowych.